# Voix céleste

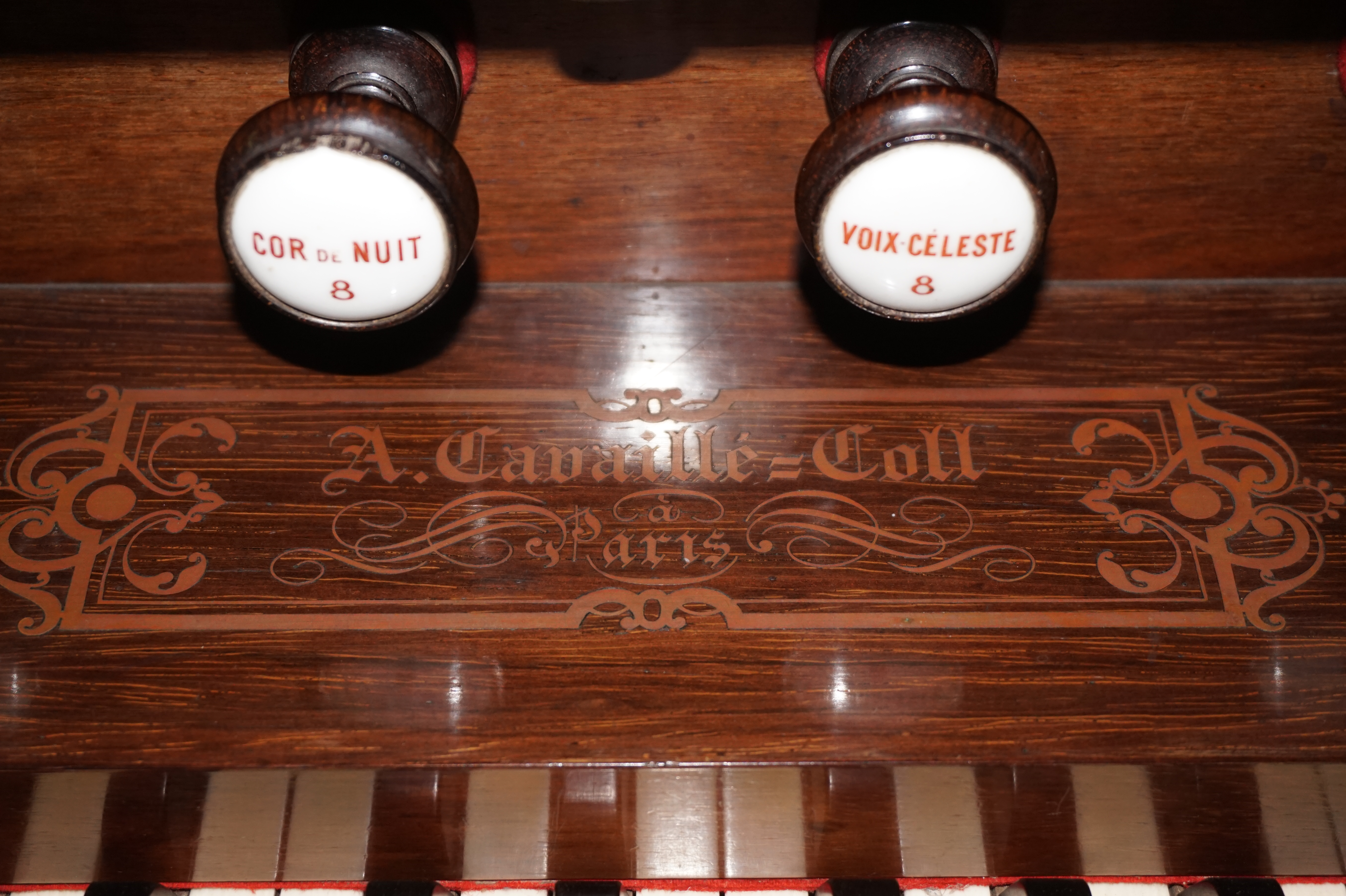
Voix céleste.

Voix céleste är en orgelstämma inom stråkstämmor. Namnet är latin och betyder himmelsk röst (Caelestis/Caelum=himmel). Orgelstämman stäms något högre än övriga orgelstämmor, för att skapa en tremulering.